# Pseudoeconesus paludis
Pseudoeconesus paludis är en nattsländeart som beskrevs av Ward 1997. Pseudoeconesus paludis ingår i släktet Pseudoeconesus och familjen Oeconesidae. Inga underarter finns listade i Catalogue of Life.